# Félix Amiot
Félix Amiot (Cherbourg, 17 ottobre 1894 – Suresnes, 21 dicembre 1974) è stato un ingegnere francese, industriale specializzato nella progettazione aeronautica, e successivamente nella produzione navale civile e militare.

## Biografia

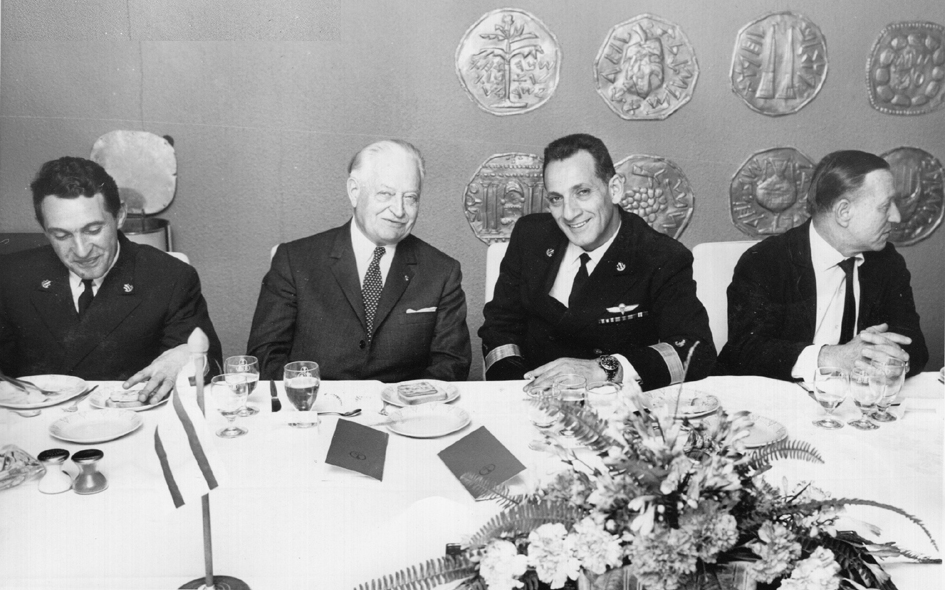

Nacque a Cherbourg il 17 ottobre 1894, in una famiglia relativamente agiata. Egli trascorse tutta la sua infanzia a nella sua città natale, dove manifestò una precoce passione per la meccanica in generale, e per l'aviazione in particolare. Nel 1908 la sua famiglia lasciò Cherbourg per stabilirsi a Issy-les-Moulineaux, dove i pionieri dell'aviazione, come Louis Blériot, Gabriel Voisin e i fratelli Farman, possedevano i loro capannoni ed eseguivano le prove di volo dei loro aeromobili su un campo dedicato alle manovre di addestramento dei reggimenti di cavalleria. Questa estrema vicinanza al mondo dell'aviazione convinse Amiot a dedicarsi a tempo pieno alla costruzione di aeromobili. Nel 1912, in un hangar nei pressi del campo di addestramento di Issy-les-Moulineaux, costruì il suo primo velivolo, un monoplano biposto denominato Amiot 01. Nonostante la breve esistenza di questa macchina (distrutta in un incidente nel 1913), egli continuò la carriera di costruttore aeronautico. Nel settembre 1913 depositò il suo primo brevetto, un sistema di distribuzione per motori a combustione interna fissi o rotanti a due o quattro tempi (système de distribution pour moteurs à explosions fixes ou rotatifs à deux ou quatre temps). Nel settembre del 1914 si arruolò nell'Armée de terre e venne mandato al fronte, dove rimase fino all'ottobre del 1915, quando venne richiamato nelle retrovie su richiesta della società aeronautica Morane-Saulnier. Fu presso questa industria che sviluppò un rivoluzionario metodo per l'assemblaggio di parti in metallo stampate, che interessò l'industria aeronautica francese e attrasse su di lui l'attenzione di Louis Loucheur, responsabile del settore dell'industria della difesa in seno al governo. Loucheur gli propose di assumere la direzione di una propria fabbrica per la costruzione di aeroplani, e con l'aiuto finanziario di Pierre Wertheimer, noto proprietario delle marche di profumi Chanel e Bourjois, fondò la sua prima società, la S.E.C.M. (Société d'Emboutissage et de Constructions Mécaniques). La S.E.C.M. si installò a Parigi, in Avenue des Ternes, producendo e riparando velivoli Morane-Saulnier, Breguet o Sopwith. Verso la fine del 1917 venne attivata una seconda fabbrica a Colombes. Nel 1919 la S.E.C.M. lasciò la fabbrica di Ternes per trasferirsi in uno nuovo stabilimento a Colombes. Negli anni venti vennero sviluppati e costruiti sotto la sua direzione solamente piccoli aerei da turismo. I primi progetti per velivoli militari vennero realizzati solamente a partire dall'inizio degli anni trenta, ed essi conquistarono alcuni importanti record.
Nel 1930 il governo francese costituì la Société Générale Aéronautique (S.G.A.) nata dall'incorporamento di diversi produttori aeronautici tra cui la fabbrica motoristica statale Lorraine-Dietrich. Lui e i fratelli Paul e Pierre Wertheimer, come detentori dei pacchetti azionari della fabbrica, realizzarono dei dividendi impressionanti, ma nel 1934 ci fu il crollo della società, e per evitare uno scandalo politico-militare, il governo autorizzò lui, i fratelli Wertheimer, e Marcel Bloch ad acquistare la società a basso prezzo. Egli e i fratelli Wertheimer rilevarono la loro parte per una miseria, e in quegli anni la ditta realizzò numerosi velivoli, tra cui l'idrovolante Amiot 110S, i bombardieri Amiot 122, 143, 340, 350, il ricognitore Amiot 130 e il velivolo per voli di lunga durata Amiot 370. Nelle fasi iniziali di riarmo la sua società ottenne un considerevole successo con il bombardiere Amiot 140, che diede vita a tutta una famiglia di aerei tra cui il più noto fu il bombardiere Amiot 143.
I nuovi modelli di bombardieri realizzati prima dello scoppio della seconda guerra mondiale andarono incontro a numerosi problemi di sviluppo, e i rapporti tra la S.E.C.M. e l'Armée de l'air peggiorarono sensibilmente. Indubbiamente egli commise degli errori, ma il Ministero dell'Aviazione fu responsabile di numerosi ritardi: cambiamento di politica, termini di pagamento, diminuzione improvvisa dei prestiti, ecc. Inoltre la costruzione in serie era problematica in Francia, e Pierre Wertheimer partì nel gennaio del 1939 per gli Stati Uniti d'America con l'intenzione di avviare un impianto di assemblaggio a New Orleans, Florida. Allo scoppio della seconda guerra mondiale i fratelli Wertheimer lasciarono subito la Francia per il Brasile, stabilendosi poi a New York, ed incaricandolo di vegliare sulle loro proprietà.
Il 3 giugno 1940 i laboratori e le fabbriche aeronautiche Amiot di Le Bourget vennero gravemente bombardati, e due giorni dopo fu la volta di quello di Cherbourg. Il 10 giugno  evacuò il suo personale (circa 3.000 dipendenti) verso il sud della Francia. Egli ottenne 3 milioni di franchi da parte del governo trasferitosi a Bordeaux come risarcimento per gli ordini ricevuti prima della guerra. Secondo i dettami armistiziali  dovette riportare il suo personale a Parigi, ma egli scrisse Ma io sono riuscito a sottrarre l'ufficio progettazioni e a mantenerlo nella zona libera (Mais j'ai réussi à soustraire le bureau d'études et le maintenir en zone libre). L'ufficio tecnico si installò a Vichy, ed egli continuò a cercare di recuperare i pagamenti in ritardo per le commesse antecedenti la guerra e per ottenere nuovi finanziamenti, e inoltre costituì una fabbrica aeronautica a Marsiglia, sottraendo così tanti lavoratori al S.T.O (Service du travail obligatoire).
Nella primavera del 1942 i suoi dipendenti rimasti nella zona occupata dai tedeschi cercarono di ricreare una loro produzione. Si rivolsero a Pierre Wertheimer, diventato amministratore presso la fabbrica aeronautica statunitense Bell Aicraft, ma la cosa si rivelò impossibile. Cercarono così di costituire una squadriglia con i colori della Francia Libera nell'Africa del Nord. Amiot finanziò di tasca sua una rete che riuscì a far passare una dozzina di persone in Nord Africa, inviando contemporaneamente informazioni agli inglesi. Purtroppo tale rete spionistica venne smantellata nel maggio 1943, con l'arresto da parte della Gestapo del suo capo Yves Maurice a Perpignan.
Egli si diede sempre da fare per tutelare gli interessi dei Wertheimer in Francia. Comprò le loro società di profumi (che essi si disputeranno dopo la guerra, al momento di ottenere il controllo dei marchi Bourjois e Chanel), dichiarando il falso per dimostrare che queste società erano puramente ariane. Inoltre cercò di dimostrare la sua buona volontà dando la disponibilità a collaborare con la fabbrica tedesca Junkers Flugzeug und Motorenwerke per costruire 370 aerei da trasporto Junkers Ju 52 (un contratto del valore di 1,2 miliardi di franchi). Avrà ancora qualche problema con la Gestapo nel settembre del 1942, ma poté assumere la gestione di castelli, fabbriche, case di moda, stalle, ecc. di proprietà dei fratelli Wertheimer. Alla liberazione di Parigi ricevette il generale Omar Bradley al château de la Boissière-Beauchamps sito a Lévis-Saint-Nom. Mandò un telegramma ai suoi amici Wertheimer, annunciando la liberazione della Francia, ed essi al loro ritorno in Patria si ritrovarono ancora più ricchi di prima della guerra.
A guerra finita i fratelli Wertheimer iniziarono un procedimento civile contro di lui per recuperare il massimo di ciò che gli era stato confiscato. Comunque sia al termine della guerra egli si ritrovò in discrete condizioni finanziarie. Esercitò la licenza di produzione del trimotore Junkers Ju 52, che venne costruito in Francia sotto la denominazione Amiot AAC.1 Toucan. Di questo velivolo furono realizzati 400 esemplari, costruiti per l'esercito francese e per l'uso nelle linee aeree civili in Francia e nei suoi territori d'oltremare.
In seguito abbandonò il settore aeronautico per dedicarsi alle costruzioni navali. Acquistò i Chantiers navals de Cherbourg, che furono ridenominati Constructions mécaniques de Normandie, dedicandosi alla costruzione di differenti tipi di navi leggere civili e militari (corvette, pattugliatori, motovedette lanciamissili, cacciamine, dragamine ecc..). Ebbe come clienti anche i principali skipper del momento, tra cui  Olivier de Kersauson. Abile uomo d'affari, progettò dopo una buona analisi del mercato, le motovedette lanciamissili della classe Combattante, esportate presso le marine militari di tutto il mondo. Tra queste alcune diventate famose nel Natale del 1969 come le Vedettes de Cherbourg. La marina israeliana aveva ordinato in Francia una serie di motovedette, ma il generale Charles de Gaulle aveva decretato un embargo contro le esportazioni di materiale militare ad Israele. Amiot favorì la fuga della navi dal porto di Cherbourg verso Israele, avvenuta il giorno di Natale del 1969. Aveva allora 75 anni. Si spense a Suresnes il 21 dicembre 1974.